# کریستوف دام
کریستوف پُل داوْم (به آلمانی: Christoph Paul Daum) (۲۴ اکتبر ۱۹۵۳ – ۲۴ اوت ۲۰۲۴) یا کریستوف دام، بازیکن و مربی فوتبال اهل آلمان بود.
دام در پست هافبک بازی می‌کرد و کار خود را در چندین باشگاه رده پایه در ایالت دویسبورگ آغاز کرد؛ او در سال ۱۹۷۱ به تیم هامبورن ۰۷ در لیگ جوانان پیوست و پس از آن در سال ۱۹۷۲ راهی آینتراخت دویسبورگ شد؛ پس از آن و در سال ۱۹۷۵، راهی تیم دوم کلن در لیگ آماتور آلمان شد و در فصل ۸۱–۱۹۸۰ قهرمان این رقابت‌ها شد و دوران بازی خود را هم در همین تیم پایان داد.
به عنوان مربی، او موفق به کسب ۸ عنوان قهرمانی با تیم‌هایی از آلمان، ترکیه و اتریش شده‌است.

## افتخارات

### بازیکن
کلن ۲
- لیگ آماتور آلمان: ۸۱–۱۹۸۰

### مربی
اشتوتگارت
- بوندس‌لیگا: ۹۲–۱۹۹۱
- سوپر جام آلمان: ۱۹۹۲

بشیکتاش
- سوپر لیگ ترکیه: ۹۵–۱۹۹۴
- جام حذفی ترکیه: ۹۴–۱۹۹۳

آستریا وین
- بوندس‌لیگا اتریش: ۰۳–۲۰۰۲
- جام حذفی اتریش: ۰۳–۲۰۰۲

فنرباغچه
- سوپر لیگ ترکیه: ۰۴–۲۰۰۳، ۰۵–۲۰۰۴
- سوپر جام ترکیه: ۲۰۰۹